# Sèrum sanguini
El sèrum és el component de la sang resultant després de permetre la coagulació d'aquesta i eliminar el coàgul resultant (per centrifugació). No conté glòbuls blancs, glòbuls vermells o plaquetes. És equivalent al plasma sanguini, però sense les proteïnes involucrades en la coagulació (fibrinogen en la seva major part). És d'un color groc, una mica més intens que el plasma; que és de color groc palla. El sèrum és útil en la identificació d'alguns anàlits en què no cal la intervenció d'un anticoagulant, ja que aquest podria interferir en el resultat alterat.